# Porcellio vandeli
Porcellio vandeli là một loài chân đều trong họ Porcellionidae. Loài này được Verhoeff miêu tả khoa học năm 1938.